# Alphonsus (kráter)

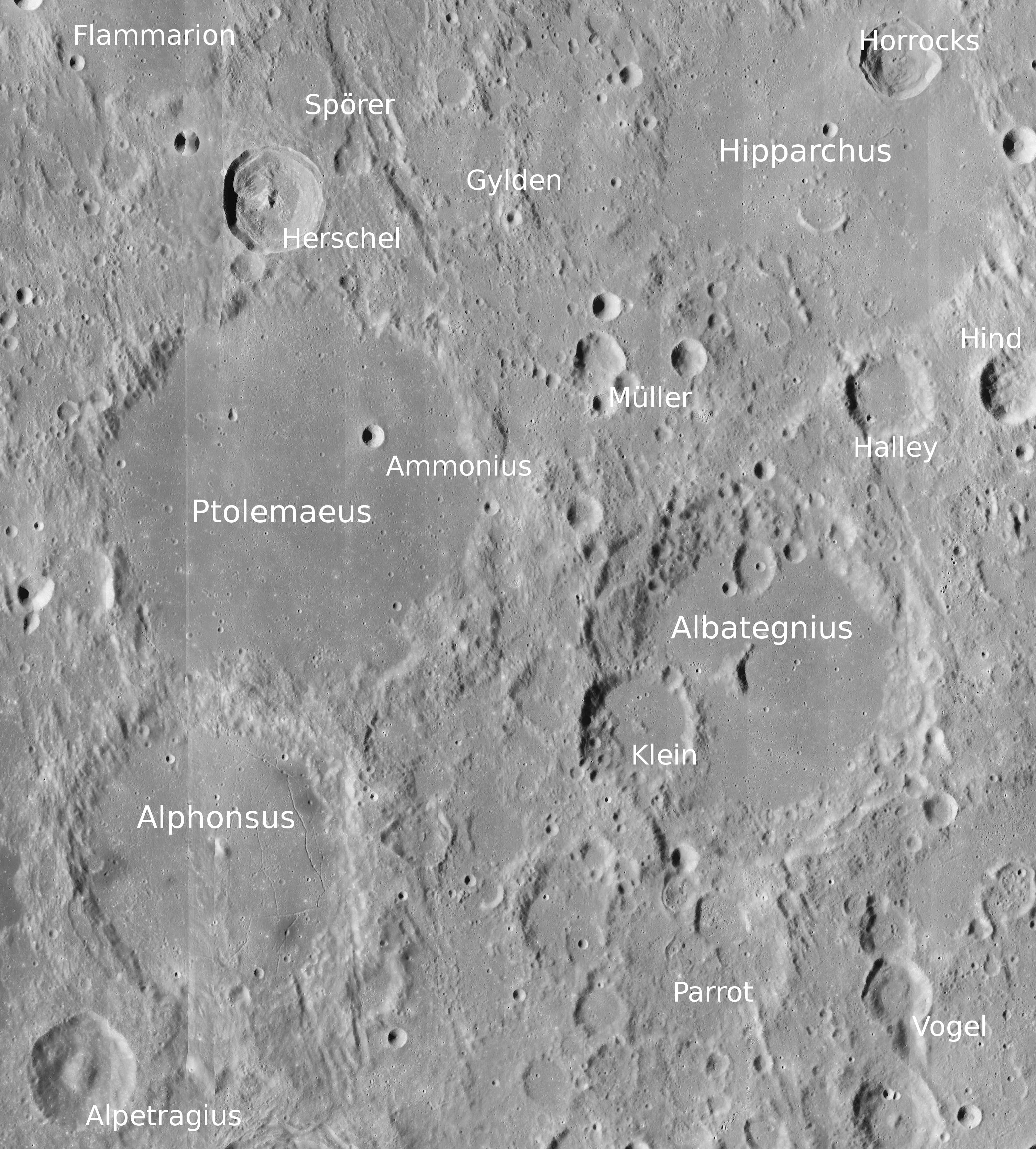
Poloha kráteru Alphonsus.

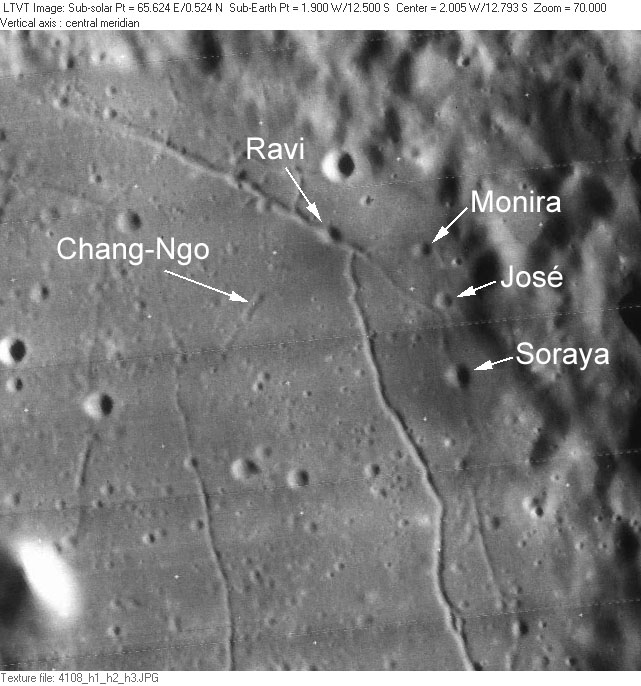
Pojmenované kráterové jamky na dně Alphonsa.

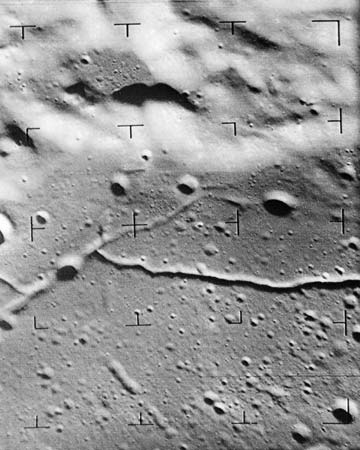
Záběr z Rangeru 9 na brázdy Rimae Alphonsus na dně kráteru.

Alphonsus je starý impaktní kráter typu kruhového pohoří, nacházející se blízko nultého poledníku na přivrácené straně Měsíce. Má průměr 118 km. Dno kráteru je nepravidelné, obsahuje soustavu brázd Rimae Alphonsus, mnoho kráterových jamek a také několik tmavých skvrn vulkanického původu. Je zde i centrální vrcholek nazvaný Alphonsus alfa (α). Pěti z kráterových jamek v severovýchodní části kráteru přidělila Mezinárodní astronomická unie jméno (viz kapitola Kráterové jamky).
Alphonsus lehce zasahuje na severu do rozlehlého kráteru Ptolemaeus. V jeho blízkosti se nachází také výrazné krátery Albategnius a Arzachel.
Kráter Alphonsus figuruje i mezi měsíčními lokacemi, kde byly zaznamenány tzv. měsíční přechodné jevy. Sovětský astronom Nikolaj Kozyrev v roce 1958 pozoroval výron plynu a pořídil fotografii spektra. Věřil, že tento jev má souvislost se sopečnou činností. Nicméně lunární mise výsledky emisí nikdy nepotvrdily.

## Expedice
Na dno kráteru dopadla 24. března 1965 na selenografických souřadnicích 12,8° J a 2,3° Z americká sonda Ranger 9, která před dopadem pořizovala fotografie.

## Název
Pojmenován je podle Alfonse X. Kastilského řečeného Moudrý, kastilského krále, který se zabýval mj. i astronomií. Podobně jako mnoho dalších kráterů jej pojmenoval italský astronom Giovanni Battista Riccioli, jehož měsíční nomenklatura z roku 1651 se stala standardem. Riccioli jej původně pojmenoval „Alphonsus Rex“ (král Alfons), ale slovo Rex bylo z názvu později odstraněno. Předchozí astronomové dali kráteru jiné názvy; nizozemský astronom Michael van Langren jej na své mapě z roku 1645 uvádí jako „Ludovici XIV, Reg. Fran.“ po francouzském králi Ludvíku XIV. a Johannes Hevelius jej nazval „Mons Masicytus“.

## Kráterové jamky
Pěti malým kráterům (tzv. kráterovým jamkám) v severovýchodní části Alphonsa přidělila Mezinárodní astronomická unie vlastní jméno. Jsou to:
| Kráter    | Selenografické souřadnice | Průměr | Původ jména            |
| --------- | ------------------------- | ------ | ---------------------- |
| Chang-Ngo | 12,7° J; 2,1 Z°           | 3 km   | čínské ženské jméno    |
| José      | 12,7° J; 1,6 Z°           | 2 km   | španělské mužské jméno |
| Monira    | 12,6° J; 1,7 Z°           | 2 km   | arabské ženské jméno   |
| Ravi      | 12,5° J; 1,9 Z°           | 2.5 km | indické mužské jméno   |
| Soraya    | 12,9° J; 1,6 Z°           | 2 km   | perské ženské jméno    |

## Satelitní krátery
V okolí se nachází několik dalších kráterů. Ty byly označeny podle zavedených zvyklostí jménem hlavního kráteru a velkým písmenem abecedy.
| Alphonsus | Sel. šířka | Sel. délka | Průměr |
| --------- | ---------- | ---------- | ------ |
| A         | 14.8° J    | 2.3° Z     | 4 km   |
| B         | 13.2° J    | 0.2° Z     | 24 km  |
| C         | 14.4° J    | 4.8° Z     | 4 km   |
| D         | 15.1° J    | 0.8° Z     | 23 km  |
| G         | 12.3° J    | 3.3° Z     | 4 km   |
| H         | 15.6° J    | 0.5° Z     | 8 km   |
| J         | 15.1° J    | 2.5° Z     | 8 km   |
| K         | 12.5° J    | 0.1° Z     | 20 km  |
| L         | 12.0° J    | 3.7° Z     | 4 km   |
| R         | 14.4° J    | 1.9° Z     | 3 km   |
| X         | 15.0° J    | 4.4° Z     | 5 km   |
| Y         | 14.7° J    | 1.8° Z     | 3 km   |